# Sericozenillia albipila
Sericozenillia albipila är en tvåvingeart som först beskrevs av Louis-Paul Mesnil 1957.  Sericozenillia albipila ingår i släktet Sericozenillia och familjen parasitflugor. Inga underarter finns listade i Catalogue of Life.